# Fumiko Enchi
Fumiko Enchi (Japans: 円地文子, Enchi Fumiko) (Asakusa, 2 oktober 1905 – Yanaka, 12 november 1986) was het pseudoniem van Ueda Fumi, een Japanse schrijfster tijdens de Showaperiode.

## Biografie

### Jeugd
Enchi werd geboren in Asakusa onder de naam Ueda Fumi. Ze was de dochter van Ueda Kazutoshi (1867-1937) en Murakami Tsuruko. De familie bestond uit haar ouders, haar oudere broer Kotobuki, haar oudere zus Chiyo en haar grootmoeder Ine. Het was Enchi’s grootmoeder die haar de wereld van Kabuki, Noh theater en de populaire fictie van de Edoperiode zou laten zien. Regelmatige theaterbezoeken met haar familie en de ongelimiteerde toegang tot haar vaders boekencollectie droegen bij tot haar latere keuze om schrijfster te worden.
Ondanks haar bevoorrechte opvoeding verliep Enchi’s carrière moeizaam. Op 12 april 1912 startte Enchi aan de lagere school in een jongensschool die een divisie voor meisjes bevatte. Ondanks het feit dat ze tot de beste studenten van haar jaar behoorde, slaagde ze er niet in om tot dezelfde prestigieuze school als haar oudere zus toegelaten te worden. Een zwakke gezondheid, en misnoegen ten opzichte van het onrechtvaardige systeem resulteerde al snel in een onverschillige houding tegenover haar opleiding. Ze begon alsnog aan haar middelbare opleiding aan een meisjesschool, maar haar interesse lag eerder bij literatuur dan bij studeren. Rond deze periode ontwikkelde ze ook een interesse in Westerse schrijvers zoals Edgar Allen Poe en Oscar Wilde. Enchi studeerde nog enkele jaren aan een universiteit voor vrouwen, maar stopte op haar 17de met haar opleiding, een jaar voor ze af hoorde te studeren. Daarna kreeg ze thuis privélessen in onder andere Engels, Chinese literatuur en Frans. Literatuur bleef echter haar grootste passie.

### Literaire carrière
In de jaren na haar opleiding en voor haar huwelijk bracht Enchi veel tijd door in het Tsukiji Shogekijo dat in 1924 door Osanai Kaoru werd gesticht. Het theater was belangrijk binnen het Shingeki theater. Er werden drie succesvolle stukken opgevoerd die van haar hand kwamen. Na de dood van Osanai kwam ze in contact met verschillende schrijvers binnen de proletarische beweging. Alhoewel ze uit bezorgdheid om haar vader afstand nam van deze beweging, was ze onder de indruk van haar ideeën en begon ze een affaire met de getrouwde Kataoka Teppei die omwille van zijn ideologie onder overheidstoezicht werd gehouden.
Enchi begon haar literaire loopbaan met het schrijven van toneelstukken. In 1926 schreef ze de komedie Furusato, die gepubliceerd werd in het literaire tijdschrift Kabuki, waar ze een prijs mee won. Een volgend stuk genaamd Banshun Soya (1928) was haar eerste stuk dat ten tonele verscheen. Daarnaast was het ook een van de eerste keren dat er meerdere, succesvolle door een vrouw geschreven stukken in het Tsukiji Shogekijo werden opgevoerd.
Nadat ze in 1930 trouwde met de journalist Enchi Yoshimatsu, schreef ze 2 jaar lang niet. Het was een liefdeloos huwelijk met een man die 10 jaar ouder was. Uit walging voor het schenden van haar huwelijksgeloften zette ze haar verhouding met Teppei stop, maar pas in 1938 zou ze alle banden met hem verbreken. Uit haar ongelukkige huwelijk werd in 1932 haar dochter Motoko geboren. Rond deze periode besloot Enchi romans te gaan schrijven. De vraag naar toneelstukken bleef verminderen, en ze voelde zich beperkt door de conventies van de toneelliteratuur. De fictie die ze schreef kreeg ze echter moeilijk gepubliceerd. Ze kreeg ze te kampen met het verlies van haar vader. En in 1938 werden er borstkanker en tuberculose bij haar vastgesteld.
Tijdens de Tweede Wereldoorlog in 1945 werd ze gedwongen te verhuizen naar het huis van haar moeder in Nagano omwille van de vernietiging van haar eigen woning. In 1946 werd er baarmoederhalskanker bij haar vastgesteld. Haar slechte gezondheid, de lange revalidatieperiodes en de economie bracht haar literaire werk tot een halt. Tussen 1943 en 1948 bracht ze enkel een wetenschappelijk werk uit met de jeugd als doelpubliek.

### Naoorlogs succes
Pas rond eind 1940, begin 1950, begon Enchi's werk weer gedrukt en gewaardeerd te worden. Desondanks haar slechte gezondheid en de zware tegenslagen was ze in de jaren '50 en '60 als schrijfster bijzonder actief. Ze schreef verschillende novelles en korte verhalen, en besteedde daarnaast ook tijd aan het vertalen van oudere Japanse literatuur uit onder andere de Heian- en Edoperiode.
In 1953 verscheen Himojii tsukihi waar ze in 1954 de 'Woman's Literature Prize' mee won. Onnazaka (1949-57) won de 'Noma Literary Prize', en werd in 1971 in het Engels vertaald. Enchi's werk kent sterke thema's zoals de plaats van de vrouw en haar seksualiteit binnen de familie en de maatschappij. Zo vertelt Onnazaka het verhaal van een vrouw die voor haar man een concubine moet zoeken, en zo in deze driehoeksverhouding zal moeten leven. Hierbij beperkt ze zich niet enkel tot jonge vrouwen, maar kaart ze ook de seksualiteit van oudere vrouwen aan.
Drie van haar werken werden in 1969 geselecteerd voor de 'Tanizaki Prize': Ake wo ubau mono (1955-56), Kizu aru tsubasa (1960) en Niji to shura (1968).
In 1967 begon ze aan haar vertaling van de Genji Monogatari (Het verhaal van Genji) naar het modern Japans, een project dat 6 jaar in beslag nam. Dit kwam deels door een operatie aan haar retina, 1 jaar nadat ze aan de vertaling was begonnen.

### Latere leven
In 1970 werd ze geselecteerd als lid van de Bungei-in (Academy of Art). In 1972 ontving ze de 'Japanese Grand Literature Prize' voor haar werk Yukon (1970). Na een tweede operatie aan haar retina, na welke haar zicht nooit volledig herstelde, reisde ze in 1974 naar Europa voor ongeveer 20 dagen. In 1977 zou ze opnieuw 18 dagen door Europa reizen.
Enchi werd in 1979 uitgeroepen tot bunka korosha, en ontving in 1985 de 'Order of Culture' prijs van de Japanse overheid. Ze was een van de weinige vrouwen die de prijs had gewonnen, voorafgegaan door Nogami Yaeko in 1971.
Ze stierf in 1986 aan een hartaanval op 81-jarige leeftijd, tijdens een familie evenement thuis in Yanaka. Haar graf is gelegen te Yanaka Reien (Yanaka begraafplaats) in Tokio.

### Toneelstukken
| Jaar | Romaji           | Japanse titel | Vertaling                        |
| ---- | ---------------- | ------------- | -------------------------------- |
| 1926 | Furusato         | 古里          | Geboortestad                     |
| 1928 | Banshun Soya     | 晩春騒夜      | A turbulent Night in Late Spring |
| 1931 | Kanojo no jigoku | 彼女の地獄    | Haar hel                         |
| 1934 | Arashi           | あらし        | Storm                            |
| 1935 | Seishun          |               | Hartstochtelijke lente           |

### Romans en kortverhalen
| Jaar              | Romaji                               | Japanse titel    | Vertaling                            |
| ----------------- | ------------------------------------ | ---------------- | ------------------------------------ |
| 1936              | Sanbun ren ai                        | 散文恋愛         | Prosa liefde                         |
| 1938              | Genzai                               | 原罪             | Oorspronkelijke zonde                |
| 1938              | Rengoku no ryo                       | 煉獄の霊         | Geesten van het vagevuur             |
| 1939              | Onna no fuyu                         | 女の冬           | De winter van een vrouw              |
| 1949-57           | Onnazaka                             | 女坂             | The Waiting Years                    |
| 1951              | Komyo kogo no e                      | 光明皇后の絵     | Het schilderij van Keizerin Komyo    |
| 1953              | Himojii Tsukihi                      | ひもじい月日     | Hongersdagen                         |
| 1955-56           | Ake wo ubau mono                     | 朱を奪うもの     | Dat wat rood steelt                  |
| 1956              | Yo (kortverhaal)                     | 妖               | Verleidster                          |
| 1956              | Otoko no hone (kortverhaal)          | 男のほね         | De botten van een man                |
| 1957-60's         | Hanachirusato                        | 花散里           | Het dorp van uitgestrooide bloesems  |
| 1957              | Mimiyoraku                           | 耳瓔珞           | Oorbel                               |
| 1957              | Aki no mezame                        | 秋のめざめ       | Het wekken van de herfst             |
| 1957              | Nise no en-shui                      | 二世の縁拾遺     | Karma van twee levens                |
| 1958              | Onnamen                              | 女面             | Masks                                |
| 1959              | Futaomote                            | 双面             | Een paar maskers                     |
| 1961-65           | Namamiko monogatari                  | なまみこ物語     | Het verhaal van de valse verleidster |
| 1960              | Kizu aru tsubasa                     | 傷ある翼         | Gewonde vleugel                      |
| 1962              | Yasashiki yotu no monogatari         | やさしき夜の物語 | Het verhaal van een zachte avond     |
| 1960              | Hatsukoi no yukikata                 | 初恋の行方       | De wijze van eerste liefde           |
| 1960              | Watashi mo moeteiru                  | 私も燃えている   | Ik, ook, brand                       |
| 1960              | Otoko to iu mono                     | 男というもの     | Een ding genaamd man                 |
| 1960's            | Onna no mayu (kortverhaal)           | 女の繭           | De cocon van een vrouw               |
| 1960's            | Yuki ore (kortverhaal)               | 雪折れ           | Een scheutje sneeuw                  |
| 1960's            | Adashino (kortverhaal)               | あだし野         | Adashino                             |
| 1960's            | Onna wo ikiru (kortverhaal)          | 女を生きる       | Leven als een vrouw                  |
| 1960's            | Mekura oni (kortverhaal)             | めくら鬼         | Blinde demon                         |
| 1960's            | Hokuro no onna (kortverhaal)         | ほくろの女       | Vrouw met een moedervlek             |
| 1960's            | Utsukushii shojo (kortverhaal)       | 美しい姉妹の話   | Prachtige jongedame                  |
| 1960's            | Shitamachi no onna (kortverhaal)     | 下町の女         | Vrouw van de lagere stad             |
| 1960's            | Kekkon sodan (kortverhaal)           | 結婚相談         | Huwelijks discussies                 |
| 1960's            | Kesho (kortverhaal)                  | 化性             | Veranderende gemoederen              |
| 1960's            | Yume no naka no kotoba (kortverhaal) | 夢の中の言葉     | Woorden uit een droom                |
| 1960's            | Ningyo shimai (kortverhaal)          | 人形姉妹         | Poppen zusters                       |
| 1960's            | Miyako no onna (kortverhaal)         | 都の女           | Vrouw van de hoofdstad               |
| 1961-66 (periode) | Komachi henso                        | 小町変相         | Komachi in vermomming                |
| 1961-66 (periode) | Onna obi                             | 女帯             | Female Sash                          |
| 1961-66 (periode) | Yuki moe                             | 雪燃え           | Brandende sneeuw                     |
| 1961-66 (periode) | Shishijima kidan                     | 鹿島綺譚         | Het vreemde verhaal van Shishijima   |
| 1968              | Niji to shura                        | 虹と修羅         | De regenboog en Asura                |
| 1970              | Yukon                                | 遊魂             | Dolende geest                        |
| 1975              | Saimu                                | 彩霧             | Gloeiende mist                       |

### Vertalingen en nabeschouwingen
De oorspronkelijke werken werden niet door Enchi zelf geschreven. Ze vertaalde de werken in het modern Japans, of schreef er studies rond.
| Jaar    | Romaji                          | Japanse titel    | Vertaling                                           |
| ------- | ------------------------------- | ---------------- | --------------------------------------------------- |
| 1954    | Taketori monogatari             | 竹取物語         | Het verhaal van de bamboesnijder                    |
| 1956    | Ugetsu monogatari               | 雨月物語         | Verhalen over regen en maanlicht                    |
| 1956    | Harusame monogatari             | 春雨物語         | Verhalen over lente regen                           |
| 1960    | Kagero nikki                    | 蜻蛉日記         | Het libelle dagboek                                 |
| 1960    | Zenko Izumi Shikibu nikki       | 全講和泉式部日記 | Het Izumi Shikibu dagboek                           |
| 1961    | Otogizoshi monogatari           | 御伽草子物語     | Sprookjesboek verhalen                              |
| 1961    | Gikeiki                         | 義経記           | De Yoshitsune kroniek                               |
| 1961    | Soga monogatari                 | 曽我物語         | Het verhaal van Soga                                |
| 1967-73 | Genji monogatari                | 源氏物語         | Het verhaal van Genji                               |
| 1968    | Yowa no nezame / Yoru no nezame | 夜の寝覚         | Middernachtsontwaken                                |
| 1968    | Tsutsumi chunagon monogatari    | 堤中納言物語     | Het verhaal van de middelste raadgever aan de oever |

- Enchi vertaalde ook verscheidene Joruri[22] en Kabuki werken.

## Voetnoten
1. ↑  Mulhern, 1994 “…her paternal grandmother Ine, who introduced Enchi to the world of Kabuki and Nō theaters and the popular fiction of the Edo Period …”
2. ↑  Carpenter 1990, “… his enormous collection of books became one of her most vivid childhood memories.”
3. ↑  Carpenter, 1990 p.346
4. ↑  Mulhern, 1994 “…but she was not an avid student and preferred instead to read…”
5. ↑  Tsukiji Little Theatre
6. ↑  'New theatre' De voornaamste vorm van theater in Japan tijdens de 20ste eeuw
7. ↑  Mulhern, 1994 p.41
8. ↑  Carpenter 1990, p. 347
9. ↑  Geboortestad
10. ↑  gekend als A turbulent Night in Late Spring
11. ↑  Hongersdagen
12. ↑  Letterlijk vertaald, gekend onder de Engelse titel 'The Waiting Years'
13. ↑  Dat wat rood steelt
14. ↑  Gewonde vleugel
15. ↑  De regenboog en Asura
16. ↑  Dolende geest
17. ↑  Een officiële titel die in Japan jaarlijks uitgereikt wordt aan mensen die opmerkelijke culturele bijdragen geleverd hebben
18. ↑  De lijst van opgesomde werken kan onvolledig zijn
19. ↑  een collectie van toneelstukken aan het einde van haar carrière als toneelschrijfster
20. ↑  Onafgewerkt gelaten in 1961, en in 1965 afgewerkt en gepubliceerd
21. ↑  Ergens in deze periode, slaat niet op de duur van het schrijven van het werk
22. ↑  Verhalende muziek gemaakt door middel van zang en een shamisen. De nadruk ligt eerder op het verhalende aspect dan de muziek zelf. Joruri wordt vaak in bunraku gebruikt

### Artikelen
- Brownstein, M. (2014). The “Devil” in the Heart: Enchi Fumiko’s Onnamen and the Uncanny. The Journal Of Japanese Studies, 40(1), 29-55. DOI:10.1353/jjs.2014.0003
- Enchi. (2016). Willamette.edu. Geraadpleegd 7 April 2016, van http://www.willamette.edu/~rloftus/enchi.htm
- Enchi Fumiko Ueda Facts. (2016). Biography.yourdictionary.com. Geraadpleegd 7 April 2016, van https://biography.yourdictionary.com/enchi-fumiko-ueda
- Gessel, V. (1988). The "Medium" of Fiction: Fumiko Enchi as Narrator. World Literature Today, 62(3), 380. DOI:10.2307/40144284
- Umemoto, Junko "An Experiment in Gendered Reading: Enchi Fumiko's "A Bond for Two Lifetimes-Gleanings" Penn State University Press,
- 円地文子事典-事典・全集 | 図書出版の鼎書房. (2016). Kanae-shobo.com. Retrieved 8 April 2016, from https://web.archive.org/web/20161103043144/http://www.kanae-shobo.com/jiten/007.htm